# 栾川县
栾川县是中国河南省洛阳市下辖的一个县。栾川古称“鸾州”，因远古时期有形似凤凰的鸾鸟在此栖息而得名。栾川地处豫西伏牛山腹地，于洛阳市西南部，与南阳、三门峡两市交界，东与嵩县毗邻，西与卢氏接壤，南与西峡抵足，北与洛宁摩肩，总面积2477平方公里，总人口約33万人，2016年县城区面积15.78平方公里。縣人民政府駐興華中路37號。
栾川县先后获得国家卫生县城、中国旅游强县、国家生态县、国家园林县城、全国休闲农业与乡村游示范县、全国魅力新农村十佳县、全国社会治安综合治理先进县、全国平安建设先进县、全国义务教育发展基本均衡县、世界十大乡村度假胜地。

## 历史沿革
历史上的栾川建置几经变迁，夏商时期栾川为有莘之野。汉至北魏置亭，唐置镇。北宋元祐二年（1087年）置栾川镇，因川得名。宋徽宗崇宁三年（公元1104年）始置县。金海陵王贞元二年（公元1154年）废县改镇，划归卢氏县。此后元、明、清三朝均置镇。民国时置区，隶陕州卢氏县。1947年析嵩县、卢氏县地置栾川县，先后隶豫鄂陕边区四专区、豫陕鄂边区三专区、陕南一专区、豫西七专区、陕州专区和洛阳专区。1960年8月撤销栾川县，划归嵩县。次年10月恢复建制，仍属洛阳专区。1986年4月，隶属洛阳市至今。

## 行政区划
栾川县下辖12个镇、2个乡：
耕莘街道、赤土店镇、合峪镇、潭头镇、三川镇、冷水镇、陶湾镇、石庙镇、庙子镇、狮子庙镇、白土镇、叫河镇、栾川乡和秋扒乡。

## 人口
根据第七次全国人口普查公报显示：2020年栾川县常住人口为327121人，男性人口占比51.35%，女性人口占比48.65%，年龄结构中0-14岁占比21.63%，15-59岁占比61.17%，60岁以上占比17.2%，65岁以上占比11.79%。

## 自然地理
栾川属豫西深山区，四面环山，境内超过海拔2000米的高峰众多，有老君山、鸡角尖、摩天岭、乱中顶、帽盔山、白云山、马鬃崖等。南部伏牛山脉是栾川与西峡的分界岭，又名老界岭，在境内东西长100余公里；北部熊耳山在境内东西长70余公里，最高峰李岗寨海拔1975.4米；西面抱犊山海拔1803.4米；东面杨山海拔1786.9米；中部遏遇岭将全县一分为二，南部为伊河沟川地带，北部为小河沟川地带。全县计有高低山9250座，其中千米以上者6807座；大小沟岔8550条。海拔千米以上深山区占全县总面积的49.4％；千米以下的浅山区占50.6％，其中沟川占16.5％。地势自东北向西南逐步升高，境内最高点为龙峪湾鸡角尖，海拔2212.2米；最低点为伊河汤营出境处，海拔450米。境内有4条主要河流和60条常流水河，主要河流为属黄河水系的伊河、小河、明白河和属长江水系的清河，两水系以遏遇岭为分水界，素有“四河三山两道川、九山半水半分田”之称。其中伊河源于陶湾镇闷顿岭，过境113公里，境内流域面积1273.9平方公里；伊河支流小河长44公里，明白河过境31.2公里。栾川县年均降水量872.6mm，气温12.1℃，无霜期198天。

## 经济
栾川县2022年生产总值为人民币303.73亿，人均生产总值95,076元，在河南省各县级行政区（不含市辖区）中分别排第51位和第8位。其中第一产业、第二产业和第三产业的生产总值分别为15.09亿元、164.40亿元和124.23亿元。
栾川縣在历史上曾經屬河南省的貧困地區，因為當地地处山区，農業生產極差。不過，當地盛產鉬及鎢，有世界第一含量達306公噸的鉬礦藏量，及世界第二位的鎢礦含量，因此透過開發鉬礦而翻身。目前欒川生產的鉬佔了全中國產量的三分之一，使當地享得了「中國鉬都」的美譽。

## 文化

### 文物古迹
栾川县境内现有全国重点文物保护单位2处，分别为七里坪遗址和孙家洞遗址，均为旧石器时代遗址。另有河南省文物保护单位9处。

### 旅游
栾川县位于伏牛山区，山的另一側是南陽市下轄的西峽縣。境内有鸡冠洞、龙峪湾、重渡沟，老君山、九龙山温泉、伏牛山滑雪场、蟠桃山、倒回沟、养子沟、鼎室山、白石崖、龙潭沟等风景名胜区，其中老君山为伏牛山脉主峰之一，近年来日益成为度假旅游胜地。